# Орлова-Маркграф, Нина Густавовна
Нина Густавовна Орлова-Маркграф (17 мая 1954, Андроново Тюменцевского района Алтайского края) ― российский писатель, поэтесса, переводчик. Член Союза писателей России (1995).

## Биография
Детство прошло на Алтае. Позже жила в Камышине, окончила медицинское училище, работала два года медсестрой в волгоградской больнице. В 1979 году окончила Литературный институт в Москве. Работала редактором в московских издательствах.

## Творчество
Стихи публиковались в антологиях «Московская муза XVII—XXI», «Русская поэзия. XX век», «Вечерний альбом», альманахе «День поэзии» и др.; в журналах «Смена», «Аврора», «Наш современник», «Вышгород», и др. Книги стихов «Царь-сердце» («Молодая гвардия» (1991) и «Утешение» (2007). В серии Библиотека журнала «Сибирские огни» вышла книга стихов «Птицы-летицы»(2016). В 2021 году вышла книга рассказов и повестей «Простить Феликса» (М., Рипол классик), раскрывающая тему депортации советских немцев во время Великой Отечественной войны из Поволжской Немецкой республики, а также о жизни спецпереселенцев в Сибири. В 2022 году — сборник рассказов и повестей «Заступница» о послевоенном времени на Алтае (Барнаул, 2022).
Рассказы и повести публиковались в журналах «Москва», «Юность», «Нева», «Симбирск» и др
Автор серии книг для школьников по истории России в издательстве «Белый город»: «Северная столица», «Цари и императоры», «Самозванцы» «Екатерина II», «Иконопись», «Герои русских былин». В издательстве «АСТ» вышли познавательные книги для школьников − «История вещей», «Минералы и драгоценные камни».
«Азбука для православных детей» (2001) неоднократно переиздавалась, на её основе педагогом Натальей Медведевой создана методика по обучению детей чтению.
Автор-составитель книг «Мысли русских патриархов», «Книга о блаженной Матроне Московской», «Лекарство от скорби». Книга «Мудрый сердцем» посвящена московскому священнику Николаю Голубцову, служившему в хрущевские годы гонений на церковь.
Как переводчик участвовала в создании антологии дагестанской поэзии «Горянка». Перевела с кумыкского для изд-ва «Советский писатель» книгу лирики народной поэтессы Дагестана Шейит-Ханум Алишевой (1990) и книгу стихотворений аварского поэта, народного поэта Дагестана, Магомеда Ахмедова «Эпоха бездорожья» (2017).
Из-под ее пера вышли «Библия и Закон Божий для детей и их родителей», «Православный Букварь для чтения по Часослову и Псалтыри», «Пасхальный подарок детям» (изд-во Ковчег) «Зверушки на опушке», «Дерево-жираф» («Малыш»), книжка переводов дагестанских стихов для детей «Домой на ослике».
Книга «Хочешь жить Викентий?» Вошла в каталог 2020 года «100 новых книг для подростков» ЦГДБ им. Гайдара г. Москвы, подготовленный издательской группой «Гранд-Фаир» и издательством «Самокат».

## Литературные премии
- Премия им. св. благоверного князя Александра Невского (2004)
- Премия им. Сергея Михалкова за книгу «Хочешь жить, Викентий?: из записок юного практиканта-медика» (изд-во «Детская литература», 2017)[6][7][8].
- Лауреат 2020 года Росписателя за рассказ «Стюрины холмики» и другие рассказы.